# Giovanni Maria Mosca

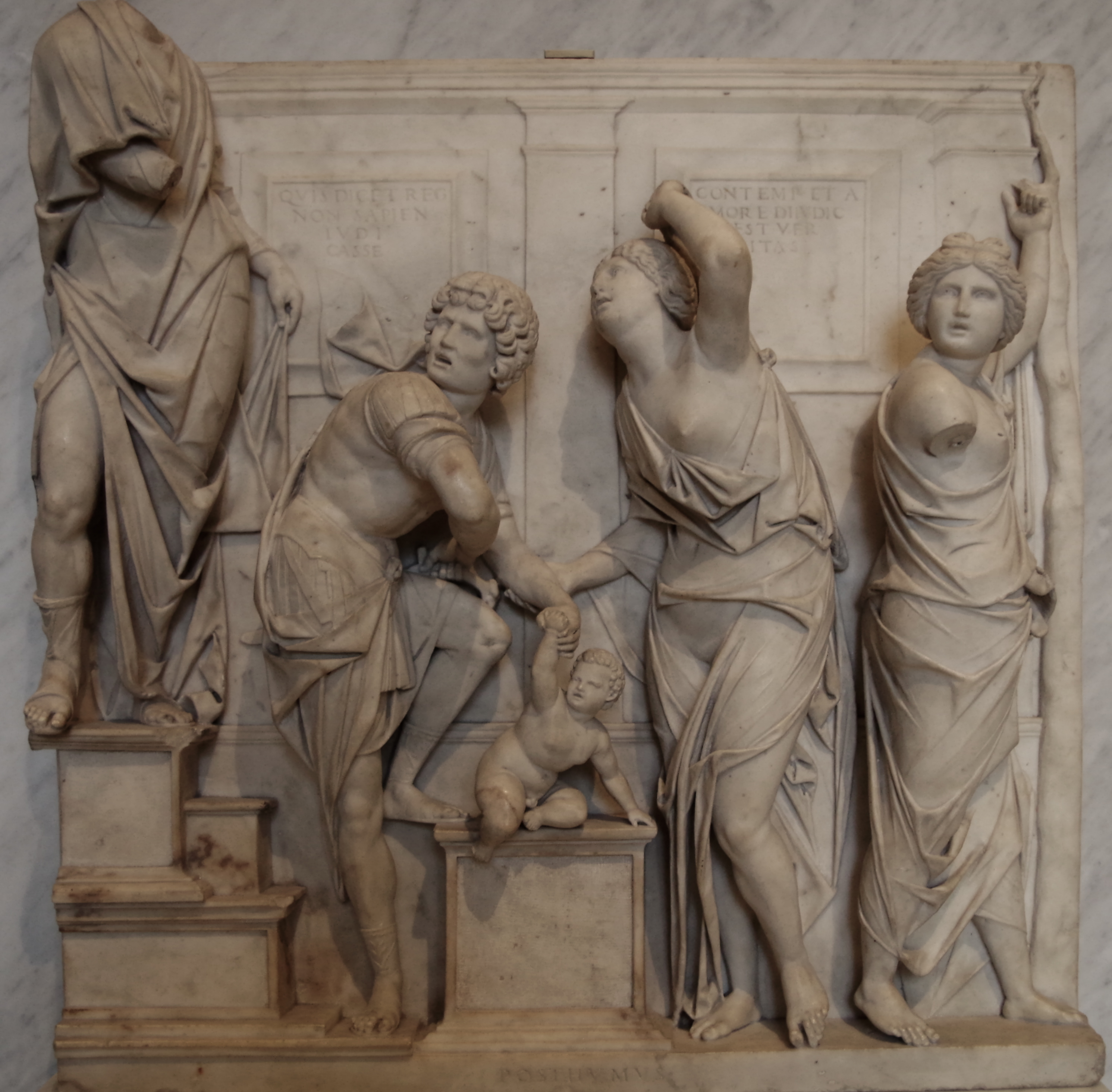
Il giudizio di Salomone, Louvre, Parigi

Giovanni Maria Mosca (Padova, 1495-99 – Polonia, dopo il 1573) è stato uno scultore e medaglista italiano noto anche come Giovanni Padovano, attivo tra il 1515 e il 1573, prima in Veneto e, dopo il 1529, in Polonia.

## Biografia
Giovanni Maria Mosca, nacque a Padova nel 1493. Le prime sue notizie risalgono al 1507 quando per sei anni fu a bottega presso lo scultore padovano Giovanni Minello e poi con l'orafo Bartolomeo Mantello. Risale a quest'epoca la Decapitazione di San Giovanni Battista del 1516, sua prima opera documentata, che si trova nella cattedrale di Padova.
La sua formazione artistica continuò nell'ambiente artistico dominato dai fratelli Tullio e Antonio Lombardo, figli dell'altrettanto famoso architetto e scultore Pietro Lombardo.
Fu attivo nel Veneto dove realizzò importanti opere sia a Padova che a Venezia. Collaborò con Guido Lizzaro, Bartolomeo di Francesco Bergamasco e Pietro Paolo Stella.
Arrivò a Cracovia verso il 1529, chiamato alla corte di Sigismondo I di Polonia, probabilmente attratto dalla commissione della tomba reale. Tuttavia, probabilmente arrivò troppo tardi per prendere parte a tale opera, che si deve al fiorentino Bartolomeo Berrecci. La prima commissione polacca fu quella di quattro medaglie effigianti la famiglia reale. Attorno a lui si formò la più importante bottega scultorea della Polonia, specializzandosi soprattutto in monumenti funerari.
La città di Padova ha dedicato una via a Giovanni Maria Mosca.

## Opere

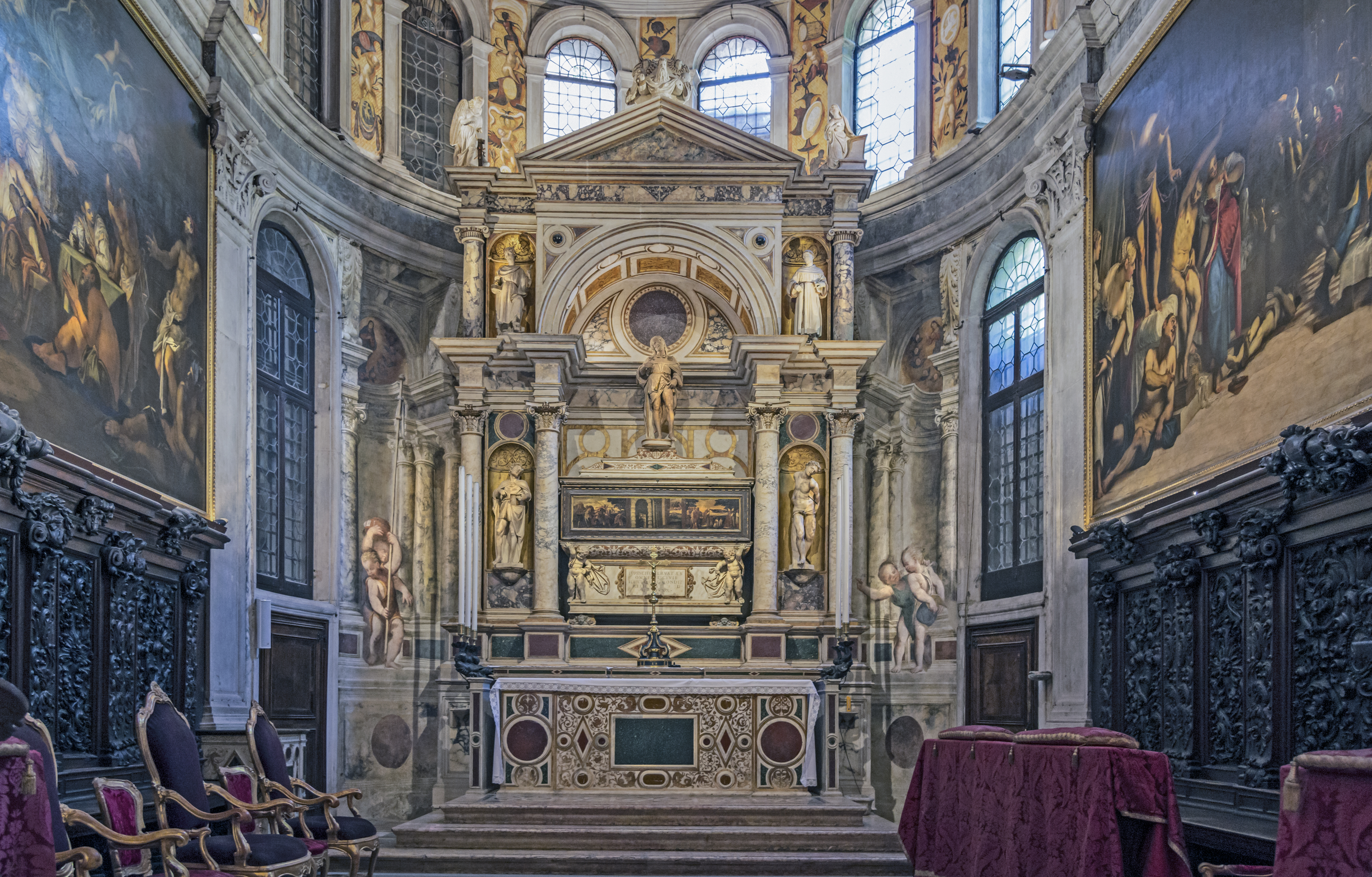
Altare maggiore, chiesa di San Rocco, Venezia

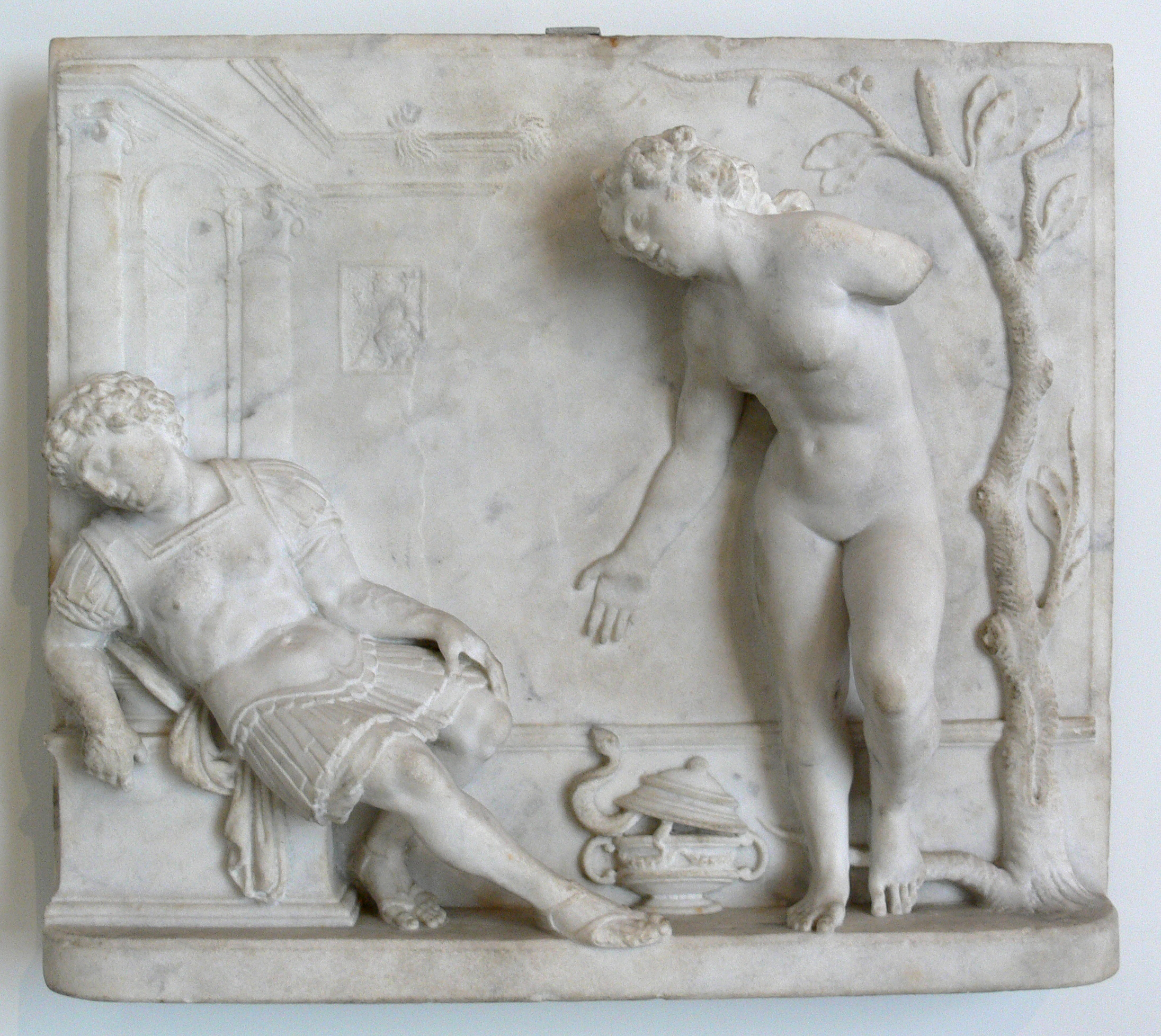
Antonio e Cleopatra, Bode-Museum, Berlino

- Decapitazione di San Giovanni Battista - 1516 - sacrestia dei Prebendati, Duomo di Padova
- San Giovanni Battista - sagrestia, chiesa di Santo Stefano, Venezia
- San Rocco, San Giovanni Battista, San Francesco - 1520-22 - altar maggiore, chiesa di San Rocco, Venezia
- Miracolo del bicchiere - 1520-29 - cappella del Santo, basilica di Sant'Antonio, Padova
- Vergine della Carità - 1522 - Isabella Stewart Gardner Museum, Boston
- Giudizio di Salomone - Musée du Louvre, Parigi
- Altare del Sacramento - chiesa di Santa Maria Mater Domini, Venezia
- Cenotafio di Alvise Pasqualigo - 1523-29 - basilica di Santa Maria Gloriosa dei Frari, Venezia
- Altare dell'Ecce Homo - 1524-25 - Casa Cardinal Piazza, Venezia
- Portale - chiesa di Sant’Agnese, Padova
- Porzia - 1523-29 - Galleria Franchetti alla Ca' d'Oro, Venezia
- Filottete - 1520-29 - Palazzo Ducale, Mantova
- Euridice - 1520-29 - Metropolitan Museum of Art, New York
- Euridice - 1520-29 - Museo di Capodimonte, Napoli
- Cleopatra - Musée des beaux-arts, Rennes
- Muzio Scevola - 1520-29 - Skulpturensammlung, Dresda
- Muzio Scevola - 1520-29 - National Gallery of Scotland, Edimburgo
- Muzio Scevola - 1520-29 - Museo del Bargello, Firenze
- Marte/Achille - 1520-29 - Bowes Museum, Barnard Castle
- Tomba dell'arcivescovo Piotr Gamrat - 1545-47 - cattedrale del Wawel, Cracovia